# Boronella koniamboensis
Boronella koniamboensis är en vinruteväxtart som först beskrevs av Däniker, och fick sitt nu gällande namn av Thomas Gordon Hartley. Boronella koniamboensis ingår i släktet Boronella och familjen vinruteväxter. Inga underarter finns listade i Catalogue of Life.